# Ressa Herlambang
Ressa Herlambang (ur. 18 kwietnia 1985 / 1986 w Dżakarcie) – indonezyjski piosenkarz, kompozytor i aktor.
Rozpoznawalność zyskał po wzięciu udziału w konkursie Asia Bagus. Okres jego największej sławy przypadł na koniec lat 90. i początek XXI wieku.
Debiutował w 2004 r. albumem Diary of Life. Wylansował przeboje „Janji Putih” i „Menyesal”. Zagrał w kilku serialach telewizyjnych.

## Dyskografia
Źródło: 
Albumy
- 2004: Diary of Life
- 2005: Ressa Herlambang
- 2007: The Real Me
- 2008: The Real Me: Repackage